# Црна рупа
У астрономији, црна рупа је назив за објекат чије је гравитационо поље толико јако да ниједан облик материје или радијације не може да се отисне од ње, укључујући и кванте светлости за које се сматра да имају највећу брзину у природи, због чега објекат при посматрању делује црно (одатле и назив). Општа теорија релативности црну рупу описује као место у коме је простор-време бесконачно закривљено.

## Појам црне рупе
Термин црне рупе је сасвим новог датума. Године 1969, сковао га је амерички научник Џон Вилер као графички опис једне замисли која је стара најмање две стотине година. Ова замисао потиче из времена када су постојале две теорије светлости. Једна од њих сматра да светлост има корпускуларну природу и да на њу делује гравитација. (Међутим, ми данас знамо да су обе теорије тачне и да светлост има дуалну природу тј. да је и талас и честица). Црне рупе су објекти са гравитационим пољем толико јаким да ниједан облик материје или радијације не може да се отисне од ње. Чак ни кванти светлости за које се сматра да имају највећу брзину у природи, не могу да побегну њеној јакој гравитационој сили, због чега нам делује црно (по чему је добила и име - црна рупа).
Општа теорија релативности је описује као место у коме је простор-време бесконачно закривљено.

## Историја појма
Пошавши од претпоставке да на светлост утиче гравитација, професор са Кембриџа Џон Мичел објавио је 1783. године рад у коме је истакао да би звезда довољно масивна и збијена имала тако снажно гравитационо поље да му ни светлост не би могла побећи. Сматрао је да постоје много оваквих звезда. Иако ми не бисмо били у стању да их видимо, могли бисмо да осетимо њихову гравитацију.
На сличну замисао је неколико година касније дошао француски научник Лаплас. Он је у својим радовима истакао да мало знамо о природи светлости да би могли да претпоставимо како на њу делује гравитација и да није сасвим на месту изједначити светлост са топовском ђулади у Њутновој теорији гравитације, јер је брзина светлости константна.
Теорија која објашњава на који начин гравитација утиче на светлост појавила се 1915. године када је Ајнштајн објавио своју општу релативност. Међутим, проћи ће много времена док се концепт црне рупе потпуно не усвоји.
Карл Шварцшилд је, неколико месеци касније, решио Ајнштајнову једначину поља гравитације, што је довело до бољег разумевања црних рупа и до снажног утицаја Ајнштајнових једначина на космологију. Занимљиво је то да је те једначине решио док је био на фронту, а решења поштом послао Ајнштајну. Међутим, убрзо је умро од болести коју је зарадио у рату. Тада је већ било познато да су црне рупе у ствари, последњи стадијум еволуције звезде која има довољно велику масу.
Године 1928, млади дипломац Падма Субраманијан Чандрасекар из Индије израчунао је колико би звездино језгро морало бити масивно да би се супротставила сопственој гравитацији кад истроши своје гориво тј. да не постане црна рупа. Чандрасекар је израчунао да та граница износи 1,4 Сунчеве масе и она је данас позната као Чандрасекарова граница. Артур Едингтон се супротставио Чандрасекару сматрајући да ће се језгро „некако“ сигурно одупрети колапсу, и донекле је био у праву јер се испоставило да звезде са језгром масе између 1,5 и 2 Сунчеве се могу одупрети гравитационом колапсу због начела искључења између протона и неутрона у језгру и такве звезде се називају неутронске звезде. Али звезде са језгром масе изнад 2 Сунчеве не могу избећи колапс и оне постају црне рупе.

## Настанак црних рупа
Да бисмо разумели како може настати једна црна рупа, потребно је да се упознамо са животним циклусом једне звезде. Звезда бива образована када велика количина гаса (углавном водоника) почиње да колабира под дејством сопственог гравитационог привлачења. Како се гас сажима, његови атоми се све чешће и све већом брзином међусобно сударају што доводи до загревања гаса. Коначно, гас постаје толико топао да се водоникови атоми приликом сударања више не одбијају један од другога, већ срастају образујући хелијум. Топлота ослобођена при овој реакцији, која наликује на контролисану експлозију водоничне бомбе, доводи до сијања звезде. Ова додатна топлота такође повећава притисак гаса, све док он не постане довољно висок да се јави као противтежа гравитационом привлачењу, што зауставља његово даље сажимање. Ситуација помало подсећа на ону са балоном – постоји равнотежа између притиска унутрашњег ваздуха, који покушава да даље рашири балон, и напетости гуме, која настоји да смањи балон. Звезда задржава постојано стање веома дуго, са топлотом из нуклеарних реакција у равнотежи са гравитационим привлачењем. Коначно, међутим, звезда ће истрошити залихе водоника и осталог нуклеарног горива. Парадоксално, што једна звезда на почетку свог века има више горива (тј. што је масивнија), то ће га она брже истрошити, јер ће јој бити потребан већи унутрашњи притисак да би се одупрла својој гравитацији, а за већи притисак је потребна већа температура која се постиже већим утрошком горива. Наше Сунце по свој прилици има довољно горива за наредних 5 милијарди година, али масивније звезде могу да потроше своје гориво за само сто милиона година.
Након што звезда потроши своје водонично гориво, хлади се и унутрашњи притисак опада тако да она почиње да се сабија под утицајем гравитационог привлачења. Парадоксално, док се језгро сабија, омотач језгра се шири. Језгро се због сабијања толико загрева да започиње другу нуклеарну реакцију у којој хелијум прелази у угљеник. Дотле се омотач проширио од више десетина до стотину пута, а боја звезде постаје црвена. Те звезде се називају црвени џинови, њихова температура је преполовљена на око 2.300 K (док је температура нашег „жутог” Сунца око 5.760 ). Црвени џин ће се одржавати све док не потроши све залихе хелијума, након тога гравитација опет побеђује и звезда се опет сабија и звездана материја постаје веома густа.
Ако је њена маса испод Чандрасекарове границе (1,5 маса Сунца) она ће завршити као „бели патуљак“, звезда пречника око 1.500 km, која сија белом светлошћу. Гравитацији се у овом случају супротставило Паулијево начело искључења које гласи да честице са истом енергијом морају имати различите спинове. С обзиром да постоје два спина, а материја је веома згуснута, ово их нагони да се међусобно удаљавају. Ако је маса звезде између 1,5 и 2 Сунчеве масе, код оваквих звезда као противтежа гравитацији такође би се јавило одбијање проистекло из начела искључења, али не више између електрона, већ између протона и неутрона. Ове звезде су због тога добиле назив неутронске звезде. Оне у пречнику имају тек десетак миља, док би им густина износила стотине милиона тона по кубном центиметру.
Звезде са масом већом од 2 Сунчеве суочавају се са великим проблемом када утроше своје гориво. У неким случајевима оне могу да експлодирају у виду супернове, те на тај начин, одбацујући материју, да избегну катастрофални гравитациони колапс, но тешко је поверовати да се ово увек деси без обзира на величину звезде. Последњи стадијум једне масивне звезде је црна рупа. Начело искључења у том случају није довољно јако да се одупре гравитацији, па звезда колабира у једну тачку (сингуларитет) која задржава масу те звезде, али са запремином једнакој нули.

### Докази
Технике посматрања
Постоје много техника којима се може открити потенцијална црна рупа. Као што је показао Џон Мичел у свом пионирском раду из 1783, црна рупа и даље врши гравитациони утицај на оближње објекте. Астрономи су регистровали много система код којих две звезде круже једна око друге, међусобно привлачене гравитацијом. Такође су уочили системе код којих постоји само једна видљива звезда која кружи око невидљивог пратиоца. Не може се, разуме се, одмах закључити да је овај пратилац црна рупа: можда је по среди напросто звезда која је одвећ слаба да би се видела. Међутим, неки од ових система, као што је Лабуд X-1, такође су веома снажни извори рендгенских зрачења. Највероватније објашњење овог феномена јесте да материја некако бива скидана са површине звезде и да крећући се спирално пада на невидљивог пратиоца где се загрева и емитује рендгенско зрачење. То се назива акреацијски диск црне рупе. На основу уочене орбите видљиве звезде долази се до вредности масе невидљивог пратиоца која је отприлике 6 Сунчевих, што може указати само на црну рупу. Гравитационо сочиво је један од ефеката који се јавља када објекат снажне гравитације савије светлост која потиче од неког удаљеног извора, према једној жижној тачки, чинећи удаљени објекат ближим. Овај ефекат често изазивају црне рупе својом снажном гравитацијом. Млазеви црне рупе јављају се кад и акреацијски диск, кад се црна рупа „храни“. Ови млазеви се јављају као последица магнетног поља материје која се креће спирално око црне рупе и образује акреацијски диск. Магнетско поље избацује материју у виду плазме у правцу осе ротације акреацијског диска. То је још један начин да се детектује црна рупа.

### Најближе црне рупе
Поред Сагитариуса А, супермасивне црне рупе која се налази у центру наше галаксије ово су могуће црне рупе у релативној близини Земље.
- А0620-00
- ГРО Ј1655-40
- ХТЕ Ј1118+480
- Цуг X-1
- ГРО Ј0422+32
- ГС 2000+25
- В404 Цуг
- ГХ 339-4
- ГРС 1124-683
- ХТЕ Ј1550-564
- ХТЕ Ј1819-254
- 4У 1543-475

## Карактеристике и теорије црне рупе

### Величина црних рупа
Црне рупе могу имати скоро било коју масу. Скоро сваки објекат кад је довољно сабијен може постати црна рупа, јер би његова гравитација расла са смањењем запремине. Међутим, црне рупе природно могу да настану само са одређеним масама.
Црне рупе се могу поделити у више категорија у зависности од њихове величине:
- Супермасивне црне рупе – имају масу једнаку милијарди соларних (маса Сунца). Сматра се да се оне налазе у центрима галаксија јер се једино тако може објаснити шта може окупити велики број звезда у једну галаксију. Чак се и у центру наше галаксије налази супермасивна црна рупа, Сагитариус А. Један од начина на који могу да настану ове црне рупе је гравитациони колапс супермасивног црвеног џина, али могу да настану и тако што мања црна рупа једноставно „порасте“ апсорпцијом велике количине материје.
- Црне рупе средње масе – садрже око хиљаду соларних маса.
- Стеларне црне рупе – црне рупе које настају колабирањем индивидуалних звезда са масама од 3 до 30 соларних. Међутим, теоретски „додавањем“ масе неутронској звезди може да проузрокује то да она преде Чандрсекареву границу и да колабира.
- Микро црне рупе – имају масу мању од сунчеве све до масе равне Планковој константи. Такве црне рупе не би могле да настану под дејством гравитационог колапса јер имају масу мању од Чандрсекарове границе, већ могу да настану само ако је материја сабијена до огромних густина веома великим спољним притиском. Физичар Џон Вилер је израчунао, да ако би се из свих океана на Земљи, узела тешка вода могла би се направити водонична бомба која би у тој мери сабила материју у средишту да би ту настала црна рупа. Практична могућност јесте да су такве црне рупе са малом масом настале при високим температурама и притисцима веома ране васељене. Ове праисконске црне рупе су могле тада настати само ако рана васељена није била савршено равномерна и једнообразна, зато што се једино неко мало подручје са густином већом од просечне могло сабити на овај начин да се ту образује црна рупа. Међутим, до данас није откривена ни једна оваква црна рупа. Други начин како могу настати микро црне рупе јесте путем високо енергетских акцелератора честица, али уколико је ово тачно то се онда дешава веома често јер су судари које изазове човек енергетски много слабији од судара који се свакодневно дешавају у Земљиној атмосфери као последица космичког зрачења. Црне рупе веома мале масе брзо нестају због Хокингове радијације. Теоретски, трећи начин како би овакве црне рупе могле да настану јесте ако веће црне рупе не дођу у додир са материјом, па им се маса за то време смањи због Хокингове радијације.

### Типови црних рупа
Астрофизичари класификују црне рупе по њиховом наелектрисању и угаоном моменту, дакле, следеће комбинације су могуће:
|                 | Неротирајућа                   | Ротирајућа             |
| --------------- | ------------------------------ | ---------------------- |
| Ненаелектрисана | Шварцшилдова црна рупа         | Керова црна рупа       |
| Наелектрисана   | Рејснер-Нордструмова црна рупа | Кер-Њуманова црна рупа |

- Шварцшилдова црна рупа – У Ајнштајновој теорији релативитета Шварцшилдово решење (или Шварцшилдов вакуум) описује гравитационо поље сферичне неротирајуће масе, као рецимо (неротирајућа) звезда, планета или црна рупа. Такође је добра апроксимациона рачуница за споро-ротирајућа тела као што су Земља или Сунце. Према Биркоховој теореми ШР је најопштије, стационарно, сферно симетрично решење Ајнштајнових једначина поља. Шварцшилдова црна рупа или статична црна рупа је црна рупа која није наелектрисана и не ротира се. Једини критеријум по коме се две црне рупе овог типа могу разликовати је маса.
- Рејснер-Нордструмова црна рупа – Прву црну рупу која је наелектрисана али се не ротира открили су Ханс Рејснер и Ганар Нордструм.
- Керова црна рупа – Керово решење (или Керов вакуум) је решење Ајнштајнових једначина поља које описује просторвреме око масивног ротирајућег објекта, као на пример - црне рупе.
- Кер-Њуманова црна рупа – црна рупа која има угаони моменат и наелектрисање.

### Делови црне рупе

#### Неротирајућа црна рупа
- Хоризонт догађаја је ефективна граница црне рупе, унутар које се светлост не може отиснути ка спољној средини. Хоризонт није физичка површина већ представља имагинарну сферу око црне рупе унутар које посматрач не може ништа видети. Након колапса звезде образује се хоризонт догађаја у виду сфере на месту где честице светлости, које се крећу од црне рупе, успоре и стану образујући стојећи таласни фронт. Радијус ове сфере се назива Шварцшилдов радијус. Хоризонт догађаја је пропустљив у једном смеру: информације могу ући, али не могу и изаћи из простора обухваћеног хоризонтом догађаја.
- Сингуларитет у једној тачки је карактеристичан за неротирајуће црне рупе. Физичари сингуларитет дефинишу као део простора са бесконачном густином и нултом вредношћу запремине. Међутим, постоји извесна несигурност у овом опису: за разлику од опште релативности, квантна механика, која је у потпуности подржана у математичком и експерименталном погледу, не дозвољава објектима да имају нулту вредност запремине, тако да сингуларитет описује као велику количину масе сабијену у најмању могућу запремину.
- Фотонска сфера је сфера која се налази око хоризонта догађаја и састављена је од фотона. Наиме фотони који тангирају на ову сферу бивају заробљени јаком гравитацијом црне рупе па настављају да круже око црне рупе, чинећи сами, фотонску сферу. Радијус фотонске сфере код неротирајуће црне рупе је 1.5 пута већи од радијуса хоризонта догађаја. Ниједан фотон нема шансу да остане дуго у орбити и то из два разлога. Први, јер би вероватно интераговао са материјом коју привлачи црна рупа, а друго, јер му је путања веома нестабилна тако да свако минимално одступање би касније проузроковало све веће и веће, док фотон не падне у црну рупу или јој не побегне.
- Акреацијски диск настаје од материје која ће бити увучена у црну рупу. Материја због јаке гравитације кружи око црне рупе формирајући диск. Материја је у диску веома сабијена па је трење загрева до велике температуре, због чега емитује фотоне са великом енергијом. Овај процес невероватно ефикасног претварања материје у енергију је ефикаснији од нуклеарне фузије тј. од процеса сијања звезде.
- Млазеви плазме су још једна карактеристика црних рупа у процесу конзумирања материје. Настају као последица магнетног поља које ствара материја у акреацијском диску. Млазеви настају у правцу осе ротирања материје у акреацијском диску и могу бити дужине готово, као читаве галаксије.

#### Ротирајућа црна рупа
- Два хоризонта догађаја карактеришу ротирајућу црну рупу, унутрашњи и спољашњи. Када се ротација убрза унутрашњи хоризонт се шири, а спољни се сабија, уколико је ротација веома брза оба хоризонта се стапају и смањују ка сингуларности. Када потпуно нестану остаје само гола сингуларност.
- Две фотонске сфере се налазе око оба хоритонта догађаја. Фотони који би наилазили у правцу супротном од спина црне рупе, обилазили би у спољној фотонској сфери око спољашњег хоризонта догађаја, а фотони који би наишли у правцу спина црне рупе обилазили би кружним путањама у унутрашњој фотонској сфери.
- Ергосфера је област изван спољњег хоризонта догађаја. Назив потиче од грчке речи „ергон“ што значи „радити“. Има елипсоидни облик и додирује хоризонт догађаја на половима. Спољња граница је ергоповрш, која није физичка, већ имагинарна, а унутрашња граница ергосфере је спољашњи ХД. У самој ергосфери простор-време ротира око црне рупе брже од светлости док на ергоповрши ротира брзином светлости. Све честице које упадну у ергосферу убрзавају (а самим тим добијају енергију) и ротирају око црне рупе, али с обзиром да нису обухваћене хоризонтом догађаја не морају да доживе сингуларност, већ могу бити емитоване у околни простор. Овај процес се назива Пенроузов процес, јер је математичар Роџер Пенроуз први на то указао 1969. године. Наиме, сматра се да уколико би одређена количина материје ушла у ергосферу, на основу закона вероватноће један њен део би завршио у сингуларности док би други,, побегао” из ергосфере са енергијом већом од енергије почетне материје. Самим тиме црна рупа би изгубила енергију.
- Сингуларитет у облику прстена – општа релативност предвиђа да ротирајуће црне рупе имају сингуларитет у облику прстена који лежи у екваторијалној равни црне рупе, и има нулту вредност дебљине. Важно је напоменути да квантна механика не дозвољава објектима да имају нулту вредност било које димензије, али док се не развије нова свеобухватна теорија ово је најприближнија идеја о сингуларности.

## „Без длака“ теорија
„Без длака“ теорија каже да решења црних рупа у Ајнштајн-Максвеловим једначинама зависе од само три, практично веома лако уочљива параметра: масе, електричног набоја и угаоног момента. Теорија је добила име по изјави познатог физичара Џона Вилера да црне рупе немају длаку, мислећи при томе, да су карактеристике црне рупе експериментално лако уочљиве.

## Ентропија и Хокингова радијација
Стивен Хокинг је још 1971. показао да хоризонт догађаја класичне црне рупе не може никада да се смањи. То је веома подсећало на други закон термодинамике, тачније на физичку величину познату као ентропија којом се мери степен нереда неког система. Чињеница да ће се неред повећати ако се ствари препусте саме себи представља ствар свакодневног искуства. Неред се може претворити у ред али је за то потребно да се уложи енергија. Пример тога је понашање молекула гаса у кутији. Да претпоставимо да кутија има две преграде и да се молекули гаса налазе у једној где су сабијени и у сређеном стању. Када се уклони преграда молекули ће испунити целу кутију, сударајући се и одбијајући међусобно и од зидова кутије. Ентропија кутије се повећала, а да би се смањила потребно је уложити енергију како би се сви молекули вратили натраг на своје место.
Црна рупа, наизглед нарушава други закон термодинамике, јер ако би прогутала материју са пуно ентропије, укупна ентропија изван црне рупе би се смањила. Може се, наравно рећи да се укупна ентропија рачунајући материју у црној рупи, није смањила али како нема начина да се завири у црну рупу, не можемо ни да установимо којом се ентропијом одликује материја у њој. Једно решење овог проблема предложио је Џејкоб Бекенстајн, изложивши замисао по којој подручје хоризонта догађаја представља меру ентропије црне рупе, с обзиром да када материја доспе у црну рупу она јој повећа масу а самим тим и њено гравитационо привлачење и хоризонт догађаја.
Замисао је била добра, али је отворила и нова питања. Ако црна рупа има ентропију мора имати температуру, а ако има температуру мора емитовати зрачење. Али како црна рупа може да одашиље честице ако по њеној самој дефиницији ништа не може да побегне из подручја хоризонта догађаја? Одговор лежи у квантној теорији. Честице које емитује црна рупа не потичу из хоризонта догађаја већ из његове непосредне близине. Опште је познато да вакуум није празан простор већ да садржи мале количине енергије. Квант енергије се може представити као један пар честице и античестице. Будући да се енергија не може створити ни из чега један члан пара имаће позитивну, а други негативну енергију. Ономе са негативном енергијом је суђено да буде кратковечна виртуелна честица, зато што стварне честице имају позитивну укупну енергију под нормалним околностима. Али гравитационо поље црне рупе је толико јако да ту чак и стварна честица има негативну енергију, стога може и виртуелна античестица да упадне у црну рупу самим тим ослобађајући свог партнера са којим се није потрла. Та честица може опет упасти у црну рупу, али може јој и побећи у виду стварне честице или античестице. Удаљеном посматрачу би ово деловало као да је честицу емитовала црна рупа. Као противтежа позитивној енергији емитованог зрачења јавио би се прилив честица са негативном енергијом у црну рупу. Према Ајнштајновој једначини  енергија је управно сразмерна маси, тако да прилив негативне енергије у црну рупу доводи до смањења њене масе. Како црна рупа губи масу, подручје њеног хоризонта догађаја се смањује, самим тим и њена ентропија, али ово смањење ентропије црне рупе добија више него пуну надокнаду у ентропији емитованог зрачења, тако да никада не долази до нарушавања другог закона термодинамике.

## Информациони парадокс црне рупе
Парадокс се јавио због тога што информације у црној рупи „нестају“, а то се противи научној чињеници – да се информације не могу уништити. Квантно стање материје која уђе у црну рупу се разликује од квантног стања енергије која бива емитована као последица Хокингове радијације.

## Математичка теорија
Црне рупе су математички описане преко Опште теорије релативности. Оне се могу добити из решења Ајншајнових једначина поља. Једно од решења јесте Шварцшилдово решење које које описује простор-време изван неротирајуће црне рупе, преко следеће једначине са сферним координатама:
{\displaystyle c^{2}\,{d\tau }^{2}=-\left(1-{\frac {R_{\mathrm {s} }}{r}}\right)c^{2}\,dt^{2}+\left(1-{\frac {R_{\mathrm {s} }}{r}}\right)^{-1}\,dr^{2}+r^{2}\left(d\theta ^{2}+\sin ^{2}\theta \,d\varphi ^{2}\right),}
Овде је:
- {\displaystyle G}- гравитациона константа;
- {\displaystyle r} - радијална координата
- {\displaystyle \theta ,\varphi } - колатитуда и лонгитуда у радијанима
- {\displaystyle Rs}- Шварцшилдов полупречник, дефинисан као:

{\displaystyle R_{s}={\frac {2MG}{c^{2}}}}
Према овом решењу, ако је {\displaystyle r} једнак Шварцшилдовом полупречнику, тада простор-време поседује нешто што се назива хоризонтом догађаја. Дакле, на тој дистанци од центра црне рупе, је њен хоризонт догађаја, као омотач. Ако радијална координата има вредност 0, тада се ради о сингуларитету. Из овога се види да у областима унутар тела облика сфере са Шварцшилдовим пречником, ниједно тело са њене површине, е која представља хоризонт догађаја, без обзира да ли се креће и брзином светлости, не може да се одупре гравитацији те сфере. Због тога ово решење описује црне рупе.

## Експлозија црне рупе
Испаравањем (Хокинговом радијацијом) црна рупа се смањује. Тиме она постаје све топлија и на измаку своје масе и енергије, температура се брзо повећава тако да црна рупа свој крај бележи праском тј. експлозијом. Хокинг ово повећање температуре објашњава тиме што смањење масе проузрокује то да честице са негативном енергијом треба да пређу краћи пут да би постале стварне, те је тако већи обим емитовања, а тиме и привидна температура црне рупе.
Хокинг је израчунао да би праисконске црне рупе масе око 1011 kg, које су могле бити створене Великим праском, требало до сада да потроше своју енергију и тиме експлодирају негде у нашој садашњости. Међутим, тако нешто још није детектовано.
Јачина експлозије зависи од тога колико различитих врста елементарних честица тамо има. Наравно, када би се решио проблем о кварковима готово би се решио и проблем посматрања експлозије црне рупе. Још увек нико није открио саму експлозију црне рупе. За велике црне рупе се претпоставља да остављају пустош по свемиру. Међутим, њихов животни ток је јако дугачак тако да је мало вероватно да ће нека од њих ускоро експлодирати, ако се узме у обзир да су најраније настале у време Великог праска. Зато треба истраживати мале тј. праисконске црне рупе, јер оне своју енергију брзо троше. Да би уопште дошли у прилику да видимо експлозију црне рупе потребно је пронаћи начин за регистрацију ових експлозија на раздаљини од око једне светлосне године. Осим тога, детектори гама зрачења би морали бити велики, а њихово прављење је скупо. У овом случају не би било неопходно утврдити да сви кванти, који су емитовани током експлозије, долазе из истог правца, већ би било довољно уочити да сви стижу у веома кратком размаку, јер је то прилична поузданост да потичу из исте експлозије.
У јефтинијем случају, Земљина атмосфера је добар детектор гама зрачења праисконских рупа. Када се један високоенергетски квант гама зрачења судари са атомима наше атмосфере, он ствара парове електрона и позитрона. Тако се изазива електронски пљусак. Експлозивне емисије гама зрачења би се могле открити по бљесковима светлости на ноћном небу.

## Пулсари - ротирајуће неутронске звезде
Џоселин Бел је 1967. открила пулсаре. Примљени су јако кратки и правилни импулси таласне дужине 3,7m. То је указивало да извор емитовања мора бити веома мали, јер велика тела не могу емитовати кратке, оштре импулсе, јер би време путовања зрачења са различитих делова таквог тела замутило сигнал. Зато је морало бити у питању нешто компактно, објекат мањи од неколико хиљада километара, а ипак на удаљености звезде.
Прво се мислило да су у питању ванземаљци и зато су прва 4 откривена пулсара названи ЛГМ 1-4 (енгл. little green man, односно мали зелени људи). Пулсари су компактни објекти, хиљаду пута гушћи од воде. У њима су протони и електрони слепљени у неутроне. Они настају приликом експлозије супернове, где у њеним доњим слојевима долази до имплозије у објекат као што је неутронска звезда (или црна рупа). Неутронске звезде које ротирају зову се пулсари. Јаки су извори радио таласа, али њихова оса ротације се не поклапа са осом магнетног поља тако да зрачење пулсара долази у прекидима тј. импулсима и то онда када је оса магнетног поља уперена ка нама. Одавде се види да зрачење пулсара није топлотно, већ потиче од убрзаног кретања наелектрисаних честица у магнетском пољу. Њихов пречник је свега неких десетина километара.